# Đồng phân cis-trans

cis-but-2-ene

trans-but-2-ene

Trong hóa hữu cơ, đồng phân cis-trans hay đồng phân hình học là một dạng của đồng phân lập thể  miêu tả các hợp chất có liên kết bị hạn chế quay, trong đó hai loại quan trọng nhất là đồng phân chứa liên kết đôi và đồng phân dạng vòng. Các hợp chất này không quay mặt phẳng của ánh sáng phân cực (trừ khi chúng chứa trung tâm bất đối xứng) và tính chất của các đồng phân không giống nhau. Đồng phân cis và trans xuất hiện trong các phân tử hữu cơ và trong các tổ hợp sắp xếp vô cơ.
Thuật ngữ cis và trans bắt nguồn từ tiếng Latinh, trong đó cis có nghĩa là "trên cùng một phía" và trans có nghĩa là "trên phía khác" hay "đối diện". Thuật ngữ "đồng phân hình học" là một từ đồng nghĩa cũ của "đồng phân cis-trans".
|                               |                             |
| trans-1,2-dichlorocyclohexane | cis-1,2-dichlorocyclohexane |

## Tính chất vật lý
|                 | Nhiệt độ nóng chảy | Nhiệt độ sôi |
| --------------- | ------------------ | ------------ |
| Đồng phân cis   | Thấp               | Cao          |
| Đồng phân trans | Cao                | Thấp         |

Nhiệt độ sôi của đồng phân cis cao vì 2 nhóm thế ở cùng phía với nhau (so với nối đôi) làm phân tử phân cực. Do đó lực liên kết giữa các phân tử của đồng phân cis lớn hơn lực liên kết giữa các phân tử của đồng phân trans (momen lưỡng cực = 0 vì sự phân cực của 2 nhóm thế ở hai phía liên kết đôi triệt tiêu nhau).
Nhiệt độ nóng chảy của đồng phân trans cao hơn đồng phân cis vì trong tinh thể, ngoài tương tác qua lại giữa các phân tử chúng ta còn phải xem xét tới mức độ sắp xếp khít giữa các phân tử với nhau. Đồng phân cis có dạng chữ U nên các phân tử sẽ khó xếp khít lại với nhau hơn so với đồng phân trans có dạng thẳng.

## Phân loại
Đồng phân cis – trans cũng có thể xảy ra với các liên kết đôi khác, chẳng hạn như C=N, N=N, hoặc thậm chí C=S mặc dù trong những trường hợp này chỉ có hai hoặc ba nhóm thế được kết nối với các nguyên tử có liên kết đôi. Trong trường hợp này, danh pháp syn- (có nghĩa là cùng phía, tương tự như cis) và anti- (có nghĩa là khác phía, tương tự như trans) được sử dụng. Trong trường hợp của aldoxime, vị trí không gian của H (không phải gốc R) và nhóm –OH để gọi tên đồng phân syn- hay anti-.
Danh pháp cis – trans không được sử dụng cho các alken có nhiều hơn hai nhóm thế khác nhau, điều này được khắc phục bằng cách sử dụng danh pháp E–Z. Danh pháp E–Z bao trùm cả danh pháp cis – trans cũng như danh pháp syn – anti và được áp dụng phổ biến khi hai hệ danh pháp trên không dùng được trong một số trường hợp.